# 木曾觀測所
木曾觀測所是位於日本御嶽山的天文台。
木曾觀測所成立於1974年，最初是東京天文台的一個分支，明確目標是研究河外天體。自1988年起，木曾觀測所由東京大學理學院天文學研究所（東京大學天文學教育研究センター）維護。

## 設備
木曾觀測所設置有105公分施密特望遠鏡，向世界各地的天文學家開放使用。
2002年，木曾觀測所增加了一台30公分全自動望遠鏡，編號為K.3T（木曾0.3公尺望遠鏡），主要用於變星觀測，該設備已自動化，有助於在長時間內進行多次重複觀察。

## 外部連結
- Kiso Observatory （页面存档备份，存于）
- University of Tokyo （页面存档备份，存于）